# Warhorse Studios
Warhorse Studios is een Tsjechisch computerspelontwikkelaar gevestigd in Praag. Het bedrijf werd in 2011 opgericht en bracht in 2018 hun eerste spel Kingdom Come: Deliverance uit. In februari 2019 werd de studio voor 33 miljoen euro door THQ Nordic gekocht en geplaatst onder het Deep Silver-label.

## Ontwikkelde spellen
| Release | Titel                        | Platform                            |
| ------- | ---------------------------- | ----------------------------------- |
| 2018    | Kingdom Come: Deliverance    | PlayStation 4, Windows, Xbox One    |
| 2025    | Kingdom Come: Deliverance II | PlayStation 5, Windows, Xbox Series |